# 化学试剂

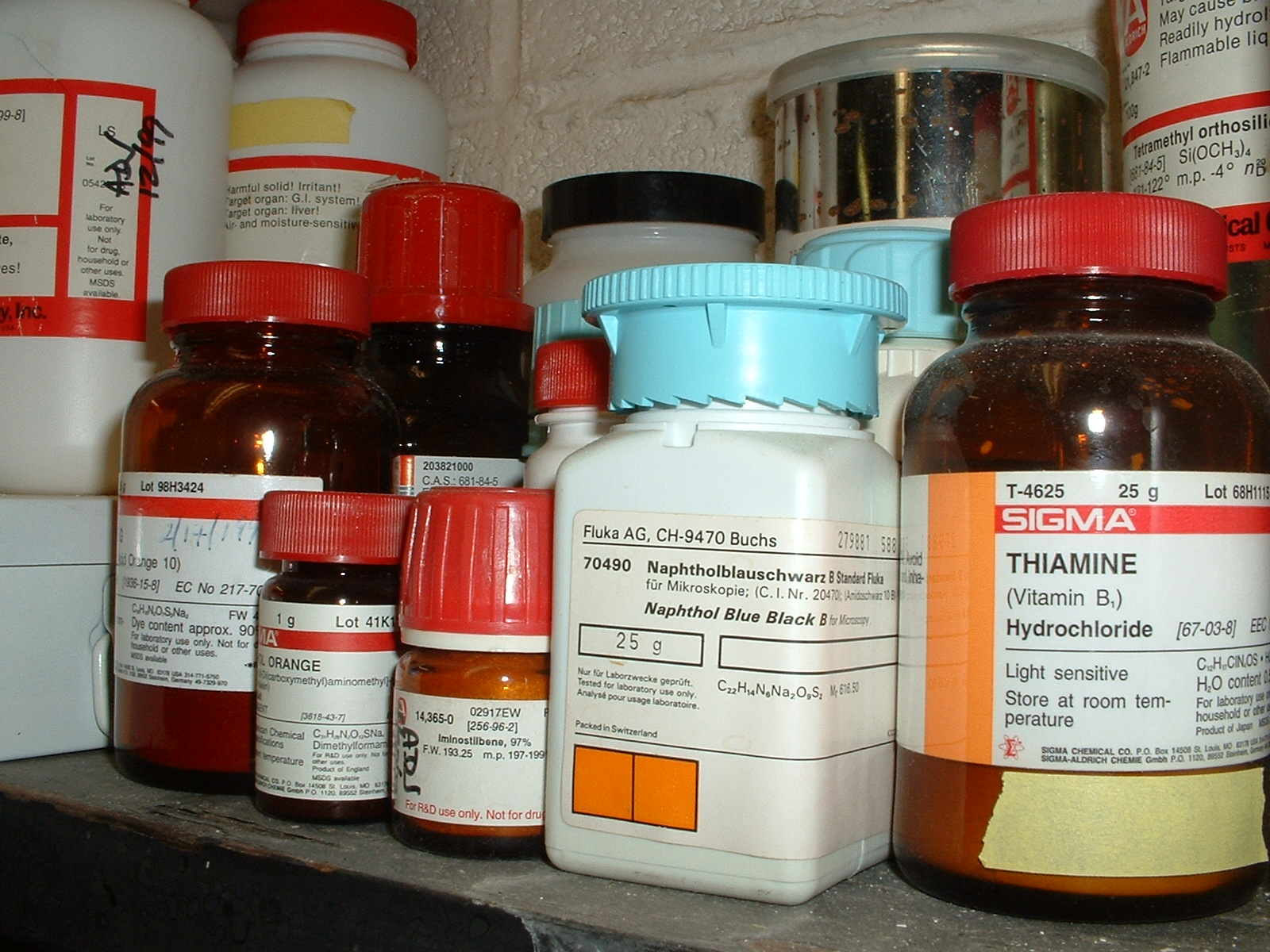
实验室的化学试剂。

化学试剂，简称试剂，是一类具有各种纯度标准，用于教学、科学研究、分析测试，并可作为某些新兴工业所需的纯和特纯的功能材料和原料的精细化学品。它一般可按组成和纯度来进行分类。

## 分类
按组成／用途分类：
1. 无机分析试剂：用于化学分析的无机化学品，如单质、酸、碱、盐、氧化物等试剂。
2. 有机分析试剂：用于化学分析的有机化学品，如烃、醚、醛、酮、羧酸、酯等化合物。
3. 特效试剂：在无机分析中用于测定、富集、分离元素时用到的试剂，如螯合剂、沉淀剂、显色剂等。
4. 基准试剂：用于标定标准溶液浓度的试剂，其特点是稳定性好，纯度高，杂质少，化学组成固定。
5. 标准物质：用于化学分析、仪器分析时作对比的化学标准品，或用于校准仪器的化学品。
6. 指示剂和试纸：用于鉴定某些物质的存在，或在滴定分析用于指示其含量的试剂。
7. 仪器分析试剂：用于仪器分析的试剂。
8. 生化试剂：用于生命科学研究的试剂。
9. 高纯物质：用作有特殊需要的工业材料和一些痕量分析用试剂。
10. 液晶。

按纯度／规格分类：目前中国主要划分为高纯、光谱纯、基准、分光纯、优级纯、分析纯和化学纯等7种，其中主要为优级纯、分析纯和化学纯三种。选用不同纯度试剂的标准主要是不同的反应需求，以及该试剂所含杂质对分析要求有无影响。
中國国家或国务院有关行政主管部门颁布质量指标的主要是优级纯、分析纯和化学纯三种。这三种试剂对比如下：
| 名称       | 级别 | 代号 | 标志颜色 | 应用                                                       |
| ---------- | ---- | ---- | -------- | ---------------------------------------------------------- |
| 优级纯试剂 | 一级 | GR   | 绿色     | 纯度最高，杂质含量最低，适用于最精密分析工作和科学研究工作 |
| 分析纯试剂 | 二级 | AR   | 红色     | 纯度略次于优级纯，适用于重要分析工作及一般研究工作         |
| 化学纯试剂 | 三级 | CP   | 蓝色     | 纯度与分析纯相差较大，适用于工矿、学校一般分析工作         |

普通化学试剂一般以玻璃瓶、塑料瓶或塑料袋盛装，并在其上贴有标签注明试剂的基本性质。